# Solenopsis spei
Solenopsis spei es una especie de hormiga del género Solenopsis, subfamilia Myrmicinae.